# Bilel Ferchichi
Bilel Ferchichi, né le 7 mars 1985 au Kef, est un footballeur tunisien évoluant au poste de milieu avec le Club africain.
Formé à l'Olympique du Kef, il rejoint le Club africain en 2007 avant de passer au Stade gabésien en 2008 et à l'Olympique de Béja en 2009.

## Clubs
- 2006-2007 : Olympique du Kef (Tunisie)
- 2007-juillet 2008 : Club africain (Tunisie)
- juillet 2008-janvier 2010 : Stade gabésien (Tunisie)
- 2010 : Olympique de Béja (Tunisie)
- 2010-201? : Club africain (Tunisie)

## Palmarès
- Championnat de Tunisie :
  - Vainqueur : 2008
- Coupe de Tunisie :
  - Vainqueur : 2010